# 프리사이클링
프리사이클링(precycling) 은 사전 재활용 이라고도 한다. '프리사이클링' 은 '미리'를 뜻하는 접두사 '프리(pre)' 와 재활용을 뜻하는 '리사이클링(recycling)'의 합성어로 가정이나 기업에서 폐기물을 줄이는 실천 법으로, 물건을 구매하기 전부터 환경을 미리 생각하여 과도한 포장을 금지하고 최대한 재사용하여 폐기물을 최대한 줄이는 소비를 하자는 행위이다.

프리사이클링의 개념은 1988년 소셜 마케팅 책임자인 모린 오로크가 버클리 시의 공공 폐기물 교육 캠페인에서 만든 것으로써, 절감(reduce) 과 재사용(reuse), 재활용(recycle)을 강조한다.

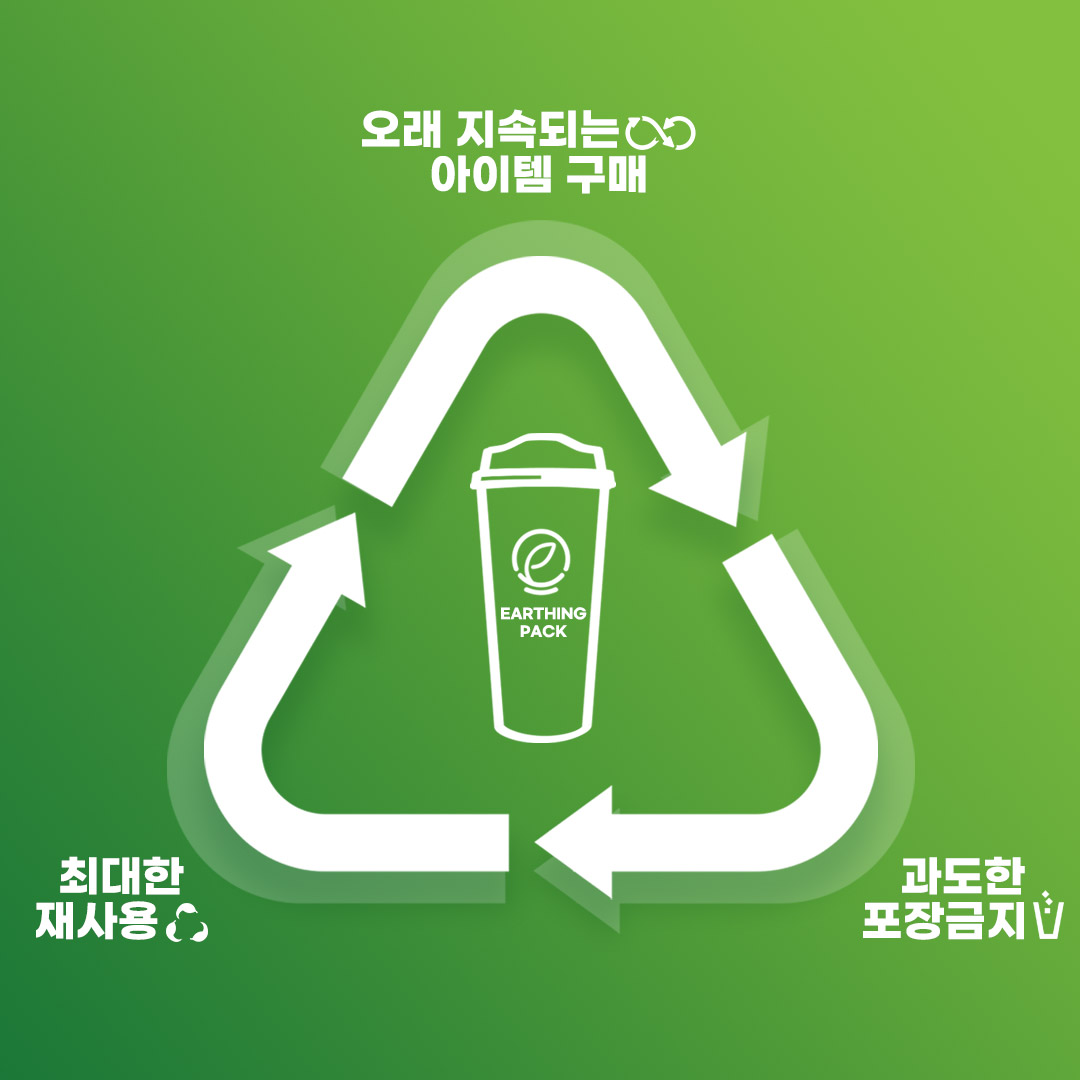
자원 선순환 다회용 컵 프리사이클링

"리사이클링 vs. 업사이클링 vs. 프리사이클링"
리사이클링(recycling)은 폐기물을 단순히 재활용하는 것이고, 업사이클링(upcycling)은 단순 재활용의 차원을 넘어서 새로운 가치를 창출하는 제품으로 재탄생시키는 것이다. 프리사이클링은 여기서 한 걸은 더 나아가 쓰레기 배출 자체를 최소화하고자 하는 움직임이라고 하며, 코로나19로 일회용 사용량의 폭발적인 증가로 폐기물 증가가 사회적 문제로 대두되면서 프리사이클링에 대한 사회적 관심도 더욱 증가하고 있다.

프리사이클링의 사회적 관심 증가로 관공서, 종교시설, 카페등에서 일회용 컵 대신 다회용컵 사용 실천이 늘어나고 있는 추세이다. 일회용품과 비교하였을때 다회용컵은 생산, 폐기과정에서 더 큰 환경부하가 발생하지만, 다회용컵(리유저블컵-reusable cup)은 반복사용 횟수가 증가할수록 온실가스 배출 저감 효과가 뚜렷해지면서 환경개선 효과도 증가하고 있다.

다양한 재질의 다회용컵 중 환경호르몬이 나오지않는 BPA FREE 소재를 사용하는 얼싱팩의 리리드컵(reread cup)은 100회 이상 사용이 가능하여 자원 선순환생태계를 구축하는 프리사이클링 실천 사례이다.
윌헴슨쉽매니지먼트코리아(주)는 얼싱팩 다회용컵 솔루션을 도입한 ESG 참여기업으로 다회용컵 프리사이클링에 동참했다.

### 같이 보기
- 재활용
- 재사용
- 새활용